# Polyrhachis dolichocephala
Polyrhachis dolichocephala é uma espécie de formiga do gênero Polyrhachis, pertencente à subfamília Formicinae.